# 4,4′-Methylendi-o-toluidin
4,4′-Methylendi-o-toluidin ist eine chemische Verbindung aus der Gruppe der aromatischen Aminoverbindungen.

## Eigenschaften
4,4′-Methylendi-o-toluidin ist ein blasser gelbgrauer bis gelbroter Feststoff, der wenig löslich in Wasser ist.

## Verwendung
4,4′-Methylendi-o-toluidin wird in der Forschung über Hochleistungspolymere (als Monomer für Polyimide) verwendet.

## Sicherheitshinweise
4,4′-Methylendi-o-toluidin erwies sich nach oraler Aufnahme bei Ratte und Hund als stark krebserzeugend.